# Свен Фішер
Свен Фішер (нім. Sven Fischer, 16 квітня 1971, Шмалькальден) — колишній німецький біатлоніст, чотириразовий олімпійський чемпіон.

## Біографія
Свен Фішер народився в Німецькій Демократичній Республіці. Його здібності в лижних перегонах проявилися рано. Уже в 17 років він почав змагатися на міжнародній арені. Закінчивши школу, він пішов до армії, але об'єднання Німеччини 1990 року поклало кінець його військовій кар'єрі. Біатлонна кар'єра Фішера ледь не закінчилався в 1989-му через травму коліна. Спортсмен пояснює це тим, що він ріс надто швидко, і його коліна не могли втримувати навантажень. Однак у 1990 році, коли молодий організм зміцнився, Фішер повернувся на змагання й відсвяткував свою першу перемогу в Кубку Європи. Через тиждень він уперше стартував в естафетній команді на Кубку світу.
1993 року Фішер здобув у складі команди свою першу медаль чемпіона світу й першу перемогу на одному з етапів Кубка світу. Першу олімпійську медаль, бронзову, Фішер виборов на Олімпіаді в Ліллехаммері в індивідуальній гонці на 20 км.
Свен Фішер двічі вигравав Великий кришталевий кубок переможця Кубка світу в загальному заліку — в сезонах 1996/1997 та 1998/1999. В сезоні 2004/2005 він програв Б'єрдалену тільки 11 очок, і, мабуть, виграв би кубок, якби не пропустив останню гонку сезону через застуду.
Три з чотирьох золотих олімпійських медалей Фішера, завойовані в естафетах. Єдину свою індивідуальну золоту медаль він здобув у Турині в спринті.
Серед здобутків Фішера 7 золотих медалей чемпіонатів світу: чотири в естафетах, одна в командній гонці й дві особисті. Він завершив кар'єру біатлоніста весною 2007 року.
Характерною особливістю Свена Фішера було те, що він ніколи не носив рукавичок і шапки — ще з дитинства, коли він ходив з батьком рубати ліс. Можливо, ця звичка коштувала йому перемоги в загальному заліку Кубка світу в сезоні 2004/2005.
Фішер одружений із сестрою свого товариша-біатлоніста Франка Люка. У подружжя двоє дітей — донька і син.